# Barbara Sławińska
Barbara Sławińska lub też Barbara Slavinskie (ur. 1876, zm. 1958) – amerykańska duchowna kongregacjonistyczna pochodzenia polskiego, pierwsza kobieta narodowości polskiej ordynowana na pastora.

## Życiorys
Urodziła się w 1876 roku w Nowym Jorku, w USA jako córka polskich emigrantów, którzy zaledwie rok wcześniej przybyli do Stanów Zjednoczonych. Jej rodzice byli unitami. Barbara Sławińska biegle władała językiem polskim, którego znajomość wyniosła z rodzinnego domu. 
Ukończyła koedukacyjną szkołę misyjną Schaffer College, a następnie 22 stycznia 1910 została ordynowana na pastora przez amerykańską Unię Kongregacjonalną jako pierwsza kobieta narodowości polskiej. Po ordynacji została skierowana do parafii misyjnej wśród polskich robotników w Shenandoah w stanie Pensylwania, gdzie pracowała przez kolejne 42 lata. 
W 2021 na łamach Bulletin of the Congregational Library ukazał się artykuł historyka  kościoła Kazimierza Bema pt. Barbara Slavinskie. The first Polish woman ordained to Christian ministry in the United States poświęcony życiu i działalności Barbary Sławińskiej.